# Domenico Piemontesi
Domenico Piemontesi (ur. 11 stycznia 1903 w Boca, zm. 31 maja 1987 w Borgomanero) – włoski kolarz szosowy, brązowy medalista mistrzostw świata.

## Kariera
Największy sukces w karierze Domenico Piemontesi osiągnął w 1927 roku, kiedy zdobył brązowy medal w wyścigu ze startu wspólnego podczas mistrzostw świata w Nürburgu. W zawodach tych wyprzedzili go jedynie dwaj rodacy: Alfredo Binda oraz Costante Girardengo. Był to jedyny medal wywalczony przez niego na międzynarodowej imprezie tej rangi. W tej samej konkurencji był też dziewiąty na rozgrywanych dwa lata później mistrzostwach świata w Zurychu. Ponadto był między innymi pierwszy w Tre Valli Varesine w latach 1922 i 1932, Giro dell’Emilia i Mediolan-Modena w 1927 roku, Giro di Lombardia w 1933 roku, a rok później zwyciężył w Giro della Provincia Milano. W latach 1927, 1930 i 1931 był trzeci w wyścigu Mediolan-San Remo, w 1932 roku był drugi, a dwa lata później trzeci w Giro di Lombardia, a w 1932 roku zajął również drugie miejsce w Volta Ciclista a Catalunya. Wielokrotnie startował w Giro d’Italia, wygrywając łącznie dziesięć etapów. W klasyfikacji generalnej był między innymi drugi w 1929 roku, przegrywając tylko z Bindą oraz trzeci w 1933 roku, kiedy lepsi okazali się Binda oraz Belg Jef Demuysere. Dwukrotnie startował w Tour de France, ale w obu przypadkach nie ukończył rywalizacji. Nigdy nie wystąpił na igrzyskach olimpijskich. Jako zawodowiec startował w latach 1922-1938.